# Skrzydło rozbieżne

Rzuty XF-91 na których widoczne jest skrzydło rozbieżne

Skrzydło rozbieżne – skrzydło, którego cięciwa końcowa w odróżnieniu od skrzydeł zbieżnych jest większa niż cięciwa u nasady skrzydła przy kadłubie (zbieżność skrzydła jest mniejsza od jedności). Przykładem samolotu, w którym zastosowano tego typu rozwiązanie jest amerykański myśliwiec doświadczalny Republic XF-91 Thunderceptor.
Skrzydło, którego cięciwa jest większa na końcach niż w części przykadłubowej, zapobiega odchylaniu strug przepływającego powietrza w kierunku jego końców. Stabilizując przepływ strug, skrzydło rozbieżne przeciwdziała zaburzeniom równowagi podłużnej samolotu oraz stabilizuje i uporządkowuje opływ strug powietrza na całej powierzchni płata. Taką konstrukcje skrzydła można zastosować tylko w przypadku skrzydeł prostych lub skośnych. Ze względów wytrzymałościowych skrzydło rozbieżne nie znalazło szerszego zastosowania w konstrukcji samolotów.